# Danilo Astori
Danilo Ángel Astori Saragosa (Montevidéu, 23 de abril de 1940 – 10 de novembro de 2023) foi um contador, economista e político uruguaio, católico, filiado ao Frente Amplio. Foi Vice-presidente do Uruguai, tendo concorrido na chapa de José Mujica nas eleições de 2009. Foi o décimo quinto político a ocupar o cargo de vice-presidente do Uruguai.  Antes de 1934 não estava previsto esse cargo. Recém com a Constituição de 1934 é que ele foi concebido. O primeiro vice-presidente havia sido o colorado César Charlone acompanhando a chapa de Gabriel Terra. 
Foi o líder da Asamblea Uruguay e da Frente Líber Seregni, uma ala social-democrata do partido Frente Amplio. 
Foi por duas vezes Decano da Faculdade de Ciências Económicas e Administração da Universidade da República .

## Carreira política
Concorreu para  vice-presidente na eleição de 1989 com  Líber Seregni como candidato presidencial, obtendo o terceiro lugar com 21% dos votos.
Foi eleito senador da República em 1989, 1994, 1999, 2004 e 2014.
Antes das eleições de 2004, dando um sinal ao mercado financeiro, Astori foi anunciado por Tabaré Vázquez como ministro de Economia e Finanças. Isto ajudou também a captar eleitores centristas, e a Frente Ampla recebeu 51,7% dos votos, chegando pela primeira vez ao poder rompendo o bipartidarismo do Partido Colorado (Uruguai) e do Partido Nacional (Uruguai) que com a exceção da ditadura cívico-militar (1973-1985) se revezavam no governo desde a terceira década do século XIX.
Portanto no primeiro governo de Tabaré Vázquez foi ministro de Economia e Finanças (2005-2008), e foi novamente ocupante deste cargo de 4 de março de 2015 até 1 de março de 2020.  
Concorreu, nas primárias do seu partido, para a candidatura presidencial duas vezes: em abril de 1999, e em junho de 2009, perdendo ambas para Tabaré Vázquez e José Mujica, respectivamente.

## Política econômica
Astori seguiu uma linha de conservadorismo fiscal, e não abandonou os alinhamentos macroeconômicos dos governos anteriores, mas permitiu aumentos nos gastos de bem-estar social, educação e cuidados de saúde. Ele tem sido um defensor de acordos e tratados comerciais com os Estados Unidos, União Europeia, República Popular da China e Índia, tendo como modelo o "regionalismo aberto" chileno.

## Morte
Astori morreu em 10 de novembro de 2023, aos 83 anos.

## Publicações
- Astori, Danilo (1971). Latifundio y crisis agraria en el Uruguay.
- Astori, Danilo (1978). Enfoque crítico de los modelos de contabilidad social. Siglo XXI (México). ISBN 968-23-1680-4
- Astori, Danilo; José Alonso, Jorge Coll y Carlos Peixoto (1979). La evolución tecnológica de la ganadería uruguaya 1930-1977. Ediciones de la Banda Oriental, Montevideo, Uruguay. ISBN 968-23-1680-4
- Astori, Danilo (1981). Los industriales y la tecnología: un análisis de las actitudes de los empresarios uruguayos (Temas de economía). CIEDUR, F.C.U., Montevideo, Uruguai.
- Astori, Danilo (1982). Neoliberalismo: Crítica y alternativa (Temas del siglo XX). Ediciones de la Banda Oriental, Montevideo, Uruguai.
- Astori, Danilo (1982). Neoliberalismo y crisis en la agricultura familiar uruguaya (Colección Temas nacionales). Fundación de Cultura Universitaria, Montevideo, Uruguai.
- Astori, Danilo (1982). Cuatro respuestas a la crisis (Temas del siglo XX). Ediciones de la Banda Oriental, Montevideo, Uruguai.
- Astori, Danilo (1984). Controversias sobre el agro latinoamericano. Un análisis crítico. Consejo Latinoamericano de Ciencias Sociales (CLACSO). Buenos Aires, Argentina. ISBN 9509231098.
- Astori, Danilo (1986). Tendencias recientes de la economía uruguaya. Fundación de Cultura Universitaria - Centro Interdisciplinario de Estudios sobre el Desarrollo, Uruguay (CIEDUR). Montevideo, Uruguai.
- Astori, Danilo & Buxedas, Martín (1986). La pesca en el Uruguay: balance y perspectivas. CIEDUR. Montevideo, Uruguay.
- Astori, Danilo (1989). La política económica de la dictadura (El Uruguay de la dictadura 1973-1985). Ediciones de la Banda Oriental, Montevideo, Uruguai.
- Astori, Danilo (1990). La Crisis de la deuda externa: orígenes, situación actual y perspectivas (Temas nacionales). Fundación de Cultura Universitaria, Montevideo, Uruguay.